# Petrus van den Heuvel
Petrus van den Heuvel (Uden, 22 februari 1812 - Woensel, 7 juni 1898) was een Brabants advocaat en rechter, die bij elkaar ongeveer tien jaar lid was van de Tweede Kamer der Staten-Generaal. Hij was daarna dertien jaar gedeputeerde van Noord-Brabant.
Petrus van den Heuvel was een zoon van koopman Arnoldus van den Heuvel en Maria Verhoeven. Hij ging naar de Latijnse School te Uden, en studeerde daarna Romeins en hedendaags recht aan de Hogeschool te Leiden, waar hij in 1841 promoveerde op stellingen. Vervolgens vestigde hij zich als advocaat in Uden (1841-1850), waarna hij naar Eindhoven verhuisde. In Eindhoven werd hij in 1854 rechter bij de arrondissementsrechtbank, wat hij zou blijven tot 1877, toen hij gedeputeerde werd. Daarnaast was hij van 1858 tot 1877 schoolopziener. Hij trouwde in 1844 in Uden met Maria Allegonda van den Broek, met wie hij een zoon en drie dochters kreeg.
Van 1850 tot 1853 was Van den Heuvel al lid van de Provinciale Staten van Noord-Brabant, en aansluitend was hij een krap jaar lid van de Tweede Kamer, waar hij zich pragmatisch liberaal opstelde. In 1864 werd hij, nu als rechter, weer gekozen, en in de daaropvolgende jaren werd hij enkele malen wel, en enkele malen niet herkozen. In 1864 waren er verhalen van mogelijke stemmingsfraude in Gemert, onderdeel van zijn district. Hij was lid van 1864 tot 1868 en van 1871 tot 1877. Van den Heuvel sprak vrij weinig in de Tweede Kamer, maar deed dat onder meer over justitie en onderwijs, en zaken die specifiek zijn district aangingen. Bij belangrijke beslissingen in de Tweede Kamer was hij afwezig, zoals in 1867 bij de stemming over het verwerpen van de begroting van Buitenlandse Zaken, wat de val van het Kabinet-Van Zuylen van Nijevelt tot gevolg had. In 1877 verliet hij het parlement toen hij gedeputeerde van Noord-Brabant werd, een functie die hij zou bekleden tot 1890. In dat jaar werd hij, bij de nieuwe samenstelling van de rechtbanken, met zijn instemming ook niet meer benoemd tot rechter. In 1890 nam hij wegens zijn hoge leeftijd ontslag als lid van Provinciale en Gedeputeerde staten.
- Biografisch Portaal: 40386093
- Digitale Bibliotheek voor de Nederlandse Letteren: heuv029
- Parlement.com: vg09ll1o9ift